# Râul Bella
Râul Bella este un curs de apă, afluent al râului Cașin. 